# Snowboard-Europacup 2018/19
Der Snowboard-Europacup 2018/19 war eine von der FIS organisierte Wettkampfserie, die zum Unterbau des Snowboard-Weltcups 2018/19 gehörte. Sie begann am 22. November 2018 in Landgraaf und endete am 13. April 2019 in Silvaplana.

## Männer

### Podestplätze Männer
| Datum             | Austragungsort         | Disz.                 | Sieger               | Zweiter              | Dritter                 |
| ----------------- | ---------------------- | --------------------- | -------------------- | -------------------- | ----------------------- |
| 22. November 2018 | Landgraaf              | Slopestyle            | Erik Bastiaansen     | Joewen Frijns        | Sam Vermaat             |
| 28. November 2018 | Pitztal                | Snowboardcross        | Konstantin Schad     | Lucas Eguibar        | Martin Nörl             |
| 29. November 2018 | Pitztal                | Snowboardcross        | Lucas Eguibar        | Mick Dierdorff       | Luca Hämmerle           |
| 22. Dezember 2018 | Hochfügen              | Parallel-Riesenslalom | Maurizio Bormolini   | Edwin Coratti        | Lukas Mathies           |
| 23. Dezember 2018 | Hochfügen              | Parallel-Riesenslalom | Arvid Auner          | Fabian Obmann        | Aron Juritz             |
| 10. Januar 2019   | Bad Gastein            | Parallelslalom        | Lee Sang-ho          | Dmitri Loginow       | Dmitri Sarsembajew      |
| 11. Januar 2019   | Bad Gastein            | Parallelslalom        | Dmitri Karlagatschew | Konstantin Shipilov  | Ye Bi                   |
| 12. Januar 2019   | Puy-Saint-Vincent      | Snowboardcross        | Lorenzo Sommariva    | Florian Gregor       | Finn Sadler             |
| 13. Januar 2019   | Puy-Saint-Vincent      | Snowboardcross        | Florian Gregor       | Jakob Dusek          | Benjamin Gattaz         |
| 16. Januar 2019   | Kreischberg            | Slopestyle            | Moritz Boll          | Casper Wolf          | Matt McCormick          |
| 17. Januar 2019   | Kreischberg            | Big Air               | Boris Mouton         | Matt McCormick       | Mikko Rehnberg          |
| 19. Januar 2019   | Grasgehren             | Snowboardcross        | Jakob Dusek          | Tommaso Leoni        | Lorenzo Sommariva       |
| 20. Januar 2019   | Grasgehren             | Snowboardcross        | Kalle Koblet         | Tommaso Leoni        | Sebastian Pietrzykowski |
| 22. Januar 2019   | Font-Romeu-Odeillo-Via | Big Air               | Moritz Boll          | Boris Mouton         | Noah Vicktor            |
| 25. Januar 2019   | Vars                   | Slopestyle            | Moritz Boll          | Nathan Gray          | Noah Vicktor            |
| 26. Januar 2019   | Vars                   | Big Air               | Leon Gütl            | Tino Stojak          | Sacha Moretti           |
| 26. Januar 2019   | Lachtal                | Parallel-Riesenslalom | Igor Slujew          | Fabian Obmann        | Elias Huber             |
| 27. Januar 2019   | Lachtal                | Parallel-Riesenslalom | Ilia Vitiugov        | Iaroslav Stepanko    | Igor Slujew             |
| 29. Januar 2019   | Val Thorens            | Snowboardcross        | Florian Gregor       | Filippo Ferrari      | Julian Lüftner          |
| 3. Februar 2019   | Sarajewo               | Big Air               | Matija Milenkovic    | Tino Stojak          | Piotr Tokarczyk         |
| 3. Februar 2019   | Sarajewo               | Big Air               | Tino Stojak          | Noah Vicktor         | Ilia Bashkakov          |
| 6. Februar 2019   | Dolní Morava           | Snowboardcross        | David Pickl          | Daniel Kašpar        | Sebastian Jud           |
| 7. Februar 2019   | Dolní Morava           | Snowboardcross        | Sebastian Jud        | Philipp Tandler      | Beat Neyer-Hollenstein  |
| 7. Februar 2019   | Kopaonik               | Big Air               | Tino Stojak          | Noah Vicktor         | Matija Milenkovic       |
| 8. Februar 2019   | Kopaonik               | Big Air               | Noah Vicktor         | Matija Milenkovic    | Tino Stojak             |
| 9. Februar 2019   | Crans-Montana          | Halfpipe              | Lorenzo Gennero      | Victor Ivanov        | David Habluetzel        |
| 9. Februar 2019   | Lenzerheide            | Parallelslalom        | Fabian Obmann        | Sebastian Schüler    | Marc Hofer              |
| 10. Februar 2019  | Lenzerheide            | Parallelslalom        | Fabian Obmann        | Dmitri Karlagatschew | Arvid Auner             |
| 16. Februar 2019  | Skigebiet Kotelnica    | Big Air               | Tino Stojak          | Matija Milenkovic    | Boris Karolčík          |
| 22. Februar 2019  | Davos                  | Big Air               | Nick Pünter          | Davide Boggio        | Nicolas Huber           |
| 26. Februar 2019  | Götschen               | Big Air               | Gabriel Adams        | Noah Vicktor         | Noe Larochaix           |
| 27. Februar 2019  | Götschen               | Big Air               | Tino Stojak          | Noah Vicktor         | Till Strohmeyer         |
| 2. März 2019      | Davos                  | Parallel-Riesenslalom | Masaki Shiba         | Christian Hupfauer   | Marc Hofer              |
| 3. März 2019      | Davos                  | Parallelslalom        | Michał Nowaczyk      | Fabian Obmann        | Oskar Kwiatkowski       |
| 8. März 2019      | Gudauri                | Snowboardcross        | Jakob Dusek          | Jérôme Lymann        | David Pickl             |
| 9. März 2019      | Gudauri                | Snowboardcross        | Merlin Surget        | Jakob Dusek          | Jérôme Lymann           |
| 13. März 2019     | Sunny Valley           | Snowboardcross        | Jakob Dusek          | Merlin Surget        | David Pickl             |
| 14. März 2019     | Sunny Valley           | Snowboardcross        | Loan Bozzolo         | Jakob Dusek          | Sebastian Pietrzykowski |
| 16. März 2019     | Pec pod Sněžkou        | Slopestyle            | Leon Gütl            | Noah Vicktor         | David Luckerbauer       |
| 16. März 2019     | Kühtai                 | Big Air               | Jules De Sloover     | Tino Stojak          | Philip Schwan           |
| 17. März 2019     | Kühtai                 | Halfpipe              | Christoph Lechner    | André Höflich        | Johannes Höpfl          |
| 16. März 2019     | Rogla                  | Parallel-Riesenslalom | Tim Mastnak          | Shinnosuke Kamino    | Žan Košir               |
| 17. März 2019     | Rogla                  | Parallel-Riesenslalom | Tim Mastnak          | Edwin Coratti        | Mirko Felicetti         |
| 18. März 2019     | Jasná                  | Slopestyle            | Noah Vicktor         | Leon Gütl            | Martin Lässer           |
| 19. März 2019     | Jasná                  | Slopestyle            | Leon Gütl            | Noah Vicktor         | Piotr Tokarczyk         |
| 22. März 2019     | Lenk                   | Snowboardcross        | Loan Bozzolo         | Jakob Dusek          | Merlin Surget           |
| 23. März 2019     | Lenk                   | Snowboardcross        | Loan Bozzolo         | Filippo Ferrari      | Merlin Surget           |
| 22. März 2019     | Laax                   | Slopestyle            | Noah Vicktor         | Billy Cockrell       | Raymond Prentice        |
| 24. März 2019     | Laax                   | Halfpipe              | André Höflich        | Patrick Burgener     | Jan Scherrer            |
| 26. März 2019     | Sotschi                | Slopestyle            | Mark Tejmurow        | Nikita Awtanejew     | Jurij Czemodurow        |
| 28. März 2019     | Sotschi                | Big Air               | Michaił Matwiejew    | Nicolas Huber        | Aleksandr Smiełow       |
| 28. März 2019     | Livigno                | Slopestyle            | Jonas Boesiger       | Jonas Junker         | Matt McCormick          |
| 29. März 2019     | Livigno                | Slopestyle            | Jonas Boesiger       | Matthew Cox          | Matt McCormick          |
| 6. April 2019     | Ratschings             | Parallelslalom        | Arvid Auner          | Aron Juritz          | Fabian Obmann           |
| 7. April 2019     | Ratschings             | Parallelslalom        | Stefan Baumeister    | Fabian Obmann        | Elias Huber             |
| 13. April 2019    | Silvaplana             | Big Air               | Jonas Boesiger       | Emil Zulian          | Nicolas Huber           |

### Gesamtwertungen Männer
| Rang | Name               | Punkte  |
| ---- | ------------------ | ------- |
| 1    | Fabian Obmann      | 3955    |
| 2    | Arvid Auner        | 2555    |
| 3    | Elias Huber        | 2250    |
| 4    | Aron Juritz        | 2238    |
| 5    | Gian Casanova      | 1873,8  |
| 6    | Christian Hupfauer | 1628    |
| 7    | Sebastian Schüler  | 1627,75 |
| 8    | Marc Hofer         | 1528    |
| 9    | Edwin Coratti      | 1395    |
| 10   | Igor Slujew        | 1370    |

| Rang | Name              | Punkte |
| ---- | ----------------- | ------ |
| 1    | Fabian Obmann     | 1455   |
| 2    | Elias Huber       | 1300   |
| 3    | Igor Slujew       | 1145   |
| 4    | Edwin Coratti     | 1095   |
| 5    | Aron Juritz       | 1053   |
| 6    | Arvid Auner       | 1015   |
| 7    | Tim Mastnak       | 1000   |
| 8    | Ilia Vitiugov     | 990    |
| 9    | Gian Casanova     | 935    |
| 10   | Iaroslav Stepanko | 880    |

| Rang | Name                 | Punkte |
| ---- | -------------------- | ------ |
| 1    | Fabian Obmann        | 2500   |
| 2    | Arvid Auner          | 1540   |
| 3    | Aron Juritz          | 1185   |
| 4    | Dmitri Karlagatschew | 1110   |
| 5    | Elias Huber          | 950    |
| 6    | Gian Casanova        | 938,8  |
| 7    | Sebastian Schüler    | 907,75 |
| 8    | Marc Hofer           | 868    |
| 9    | Ye Bi                | 850    |
| 10   | Konstantin Shipilov  | 820    |

| Rang | Name               | Punkte  |
| ---- | ------------------ | ------- |
| 1    | Jakob Dusek        | 4200    |
| 2    | Sebastian Jud      | 2765    |
| 3    | David Pickl        | 2160    |
| 4    | Loan Bozzolo       | 2105    |
| 5    | Filippo Ferrari    | 1957,5  |
| 6    | Merlin Surget      | 1950    |
| 7    | Florian Gregor     | 1701    |
| 8    | Maximilian Rathgeb | 1558    |
| 9    | Lorenzo Sommariva  | 1550    |
| 10   | Philipp Tandler    | 1375,15 |

| Rang | Name                 | Punkte |
| ---- | -------------------- | ------ |
| 1    | André Höflich        | 900    |
| 2    | Victor Ivanov        | 810    |
| 3    | Benedikt Bockstaller | 700    |
| 4    | Lorenzo Gennero      | 680    |
| 4    | Christoph Lechner    | 680    |
| 6    | Elias Allenspach     | 450    |
| 7    | Patrick Burgener     | 400    |
| 7    | Florian Lechner      | 400    |
| 9    | Mark Schrott         | 355    |
| 10   | Ian Matteoli         | 345    |

| Rang | Name            | Punkte  |
| ---- | --------------- | ------- |
| 1    | Noah Vicktor    | 2690    |
| 2    | Leon Gütl       | 1809,65 |
| 3    | Moritz Boll     | 1710    |
| 4    | Martin Lässer   | 1414,1  |
| 5    | Wendelin Gauger | 1120    |
| 6    | Nathan Gray     | 1082    |
| 7    | Jonas Boesiger  | 1000    |
| 8    | Casper Wolf     | 950     |
| 9    | Matt McCormick  | 900     |
| 9    | Noe Larochaix   | 900     |

| Rang | Name              | Punkte  |
| ---- | ----------------- | ------- |
| 1    | Tino Stojak       | 3920    |
| 2    | Noah Vicktor      | 3150    |
| 3    | Matija Milenkovic | 2313,5  |
| 4    | Leon Gütl         | 1592,5  |
| 5    | Moritz Boll       | 1300    |
| 6    | Boris Mouton      | 1200    |
| 7    | Ožbe Kuhar        | 1191    |
| 8    | Ilia Bashkakov    | 1189,25 |
| 9    | Piotr Tokarczyk   | 1108,5  |
| 10   | Nicolas Huber     | 1000    |

## Frauen

### Podestplätze Frauen
| Datum             | Austragungsort         | Disz.                 | Sieger                     | Zweiter               | Dritter              |
| ----------------- | ---------------------- | --------------------- | -------------------------- | --------------------- | -------------------- |
| 22. November 2018 | Landgraaf              | Slopestyle            | Melissa Peperkamp          | Annika Morgan         | Evy Poppe            |
| 28. November 2018 | Pitztal                | Snowboardcross        | Charlotte Bankes           | Lara Casanova         | Meryeta Odine        |
| 29. November 2018 | Pitztal                | Snowboardcross        | Eva Samková                | Lara Casanova         | Meryeta Odine        |
| 22. Dezember 2018 | Hochfügen              | Parallel-Riesenslalom | Ramona Theresia Hofmeister | Jessica Keiser        | Selina Jörg          |
| 23. Dezember 2018 | Hochfügen              | Parallel-Riesenslalom | Jemima Juritz              | Ladina Jenny          | Julie Zogg           |
| 10. Januar 2019   | Bad Gastein            | Parallelslalom        | Patrizia Kummer            | Marija Walowa         | Natalja Sobolewa     |
| 11. Januar 2019   | Bad Gastein            | Parallelslalom        | Marija Walowa              | Patrizia Kummer       | Gong Naiying         |
| 12. Januar 2019   | Puy-Saint-Vincent      | Snowboardcross        | Charlotte Bankes           | Alexia Queyrel        | Caterina Carpano     |
| 13. Januar 2019   | Puy-Saint-Vincent      | Snowboardcross        | Charlotte Bankes           | Alexia Queyrel        | Katharina Neussner   |
| 16. Januar 2019   | Kreischberg            | Slopestyle            | Melissa Peperkamp          | Carola Niemelä        | Lucie Silvestre      |
| 17. Januar 2019   | Kreischberg            | Big Air               | Melissa Peperkamp          | Carola Niemelä        | Lucie Silvestre      |
| 19. Januar 2019   | Grasgehren             | Snowboardcross        | Lara Casanova              | Alexia Queyrel        | Pia Zerkhold         |
| 20. Januar 2019   | Grasgehren             | Snowboardcross        | Lara Casanova              | Alexia Queyrel        | Sina Siegenthaler    |
| 22. Januar 2019   | Font-Romeu-Odeillo-Via | Big Air               | Lucie Silvestre            | Luan Salgueira        | Molly Phillips       |
| 25. Januar 2019   | Vars                   | Slopestyle            | Lucie Silvestre            | Luan Salgueira        | Martyna Maciejewska  |
| 26. Januar 2019   | Vars                   | Big Air               | Noemie Equy                | Luan Salgueira        | Martyna Maciejewska  |
| 26. Januar 2019   | Lachtal                | Parallel-Riesenslalom | Jessica Keiser             | Sofija Nadyrschina    | Marija Wolgina       |
| 27. Januar 2019   | Lachtal                | Parallel-Riesenslalom | Sofija Nadyrschina         | Larissa Gasser        | Xu Xiaoxiao          |
| 29. Januar 2019   | Val Thorens            | Snowboardcross        | Katharina Neussner         | Sophie Hediger        | Aline Albrecht       |
| 3. Februar 2019   | Sarajewo               | Big Air               | Martyna Maciejewska        | Tinkara Tanja Valcl   | Asja Klačar          |
| 3. Februar 2019   | Sarajewo               | Big Air               | Martyna Maciejewska        | Tinkara Tanja Valcl   | Asja Klačar          |
| 6. Februar 2019   | Dolní Morava           | Snowboardcross        | Chloé Passerat             | Aline Albrecht        | Katharina Neussner   |
| 7. Februar 2019   | Dolní Morava           | Snowboardcross        | Katharina Neussner         | Maeva Estévez         | Aline Albrecht       |
| 7. Februar 2019   | Kopaonik               | Big Air               | Jelena Ignjatov            | Tinkara Tanja Valcl   | Nađa Nerandžić       |
| 8. Februar 2019   | Kopaonik               | Big Air               | Tinkara Tanja Valcl        | Jelena Ignjatov       | Nađa Nerandžić       |
| 9. Februar 2019   | Crans-Montana          | Halfpipe              | Berenice Wicki             | Elena Schütz          | Klementyna Kołodziej |
| 9. Februar 2019   | Lenzerheide            | Parallelslalom        | Anastassija Kurotschkina   | Elisa Caffont         | Jasmin Coratti       |
| 10. Februar 2019  | Lenzerheide            | Parallelslalom        | Anastassija Kurotschkina   | Elisa Caffont         | Jasmin Coratti       |
| 16. Februar 2019  | Skigebiet Kotelnica    | Big Air               | Martyna Maciejewska        | Oliwia Woźniak        | Gabriela Czapska     |
| 22. Februar 2019  | Davos                  | Big Air               | Lia-Mara Bösch             | Evy Poppe             | Mona Danuser         |
| 26. Februar 2019  | Götschen               | Big Air               | Nadja Flemming             | Lucie Silvestre       | Tinkara Tanja Valcl  |
| 27. Februar 2019  | Götschen               | Big Air               | Emma Lantos                | Tinkara Tanja Valcl   | Noemie Equy          |
| 2. März 2019      | Davos                  | Parallel-Riesenslalom | Patrizia Kummer            | Sabine Schöffmann     | Jasmin Coratti       |
| 3. März 2019      | Davos                  | Parallelslalom        | Patrizia Kummer            | Sabine Schöffmann     | Julie Zogg           |
| 8. März 2019      | Gudauri                | Snowboardcross        | Hanna Ihedioha             | Lara Casanova         | Chloé Passerat       |
| 9. März 2019      | Gudauri                | Snowboardcross        | Hanna Ihedioha             | Sarah Devouassoux     | Sophie Hediger       |
| 13. März 2019     | Sunny Valley           | Snowboardcross        | Jana Fischer               | Marija Wassilzowa     | Julia Laptewa        |
| 14. März 2019     | Sunny Valley           | Snowboardcross        | Sophie Hediger             | Pia Zerkhold          | Marija Wassilzowa    |
| 16. März 2019     | Pec pod Sněžkou        | Slopestyle            | Šárka Pančochová           | Lucie Silvestre       | Emma Lantos          |
| 16. März 2019     | Kühtai                 | Big Air               | Evy Poppe                  | Annika Morgan         | Sarah Hardt          |
| 17. März 2019     | Kühtai                 | Halfpipe              | Leilani Ettel              | Berenice Wicki        | Elena Schütz         |
| 16. März 2019     | Rogla                  | Parallel-Riesenslalom | Jelisaweta Salichowa       | Niu Jiaqi             | Jemima Juritz        |
| 17. März 2019     | Rogla                  | Parallel-Riesenslalom | Anastassija Kurotschkina   | Jessica Keiser        | Gong Naiying         |
| 18. März 2019     | Jasná                  | Slopestyle            | Lucie Silvestre            | Eva Hanicová          | Noemie Equy          |
| 19. März 2019     | Jasná                  | Slopestyle            | Lucie Silvestre            | Eva Hanicová          | Noemie Equy          |
| 22. März 2019     | Lenk                   | Snowboardcross        | Chloé Trespeuch            | Nelly Moenne-Loccoz   | Charlotte Bankes     |
| 23. März 2019     | Lenk                   | Snowboardcross        | Chloé Trespeuch            | Nelly Moenne-Loccoz   | Katharina Neussner   |
| 22. März 2019     | Laax                   | Slopestyle            | Bianca Gisler              | Annika Morgan         | Melissa Peperkamp    |
| 24. März 2019     | Laax                   | Halfpipe              | Verena Rohrer              | Berenice Wicki        | Bianca Gisler        |
| 26. März 2019     | Sotschi                | Slopestyle            | Jekatierina Kosowa         | Jelizawieta Bogdanowa | Julija Projdina      |
| 28. März 2019     | Sotschi                | Big Air               | Jekatierina Kosowa         | Jelizawieta Bogdanowa | Julija Projdina      |
| 28. März 2019     | Livigno                | Slopestyle            | Loranne Smans              | Katie Ormerod         | Carola Niemelä       |
| 29. März 2019     | Livigno                | Slopestyle            | Loranne Smans              | Katie Ormerod         | Lucie Silvestre      |
| 6. April 2019     | Ratschings             | Parallelslalom        | Tsubaki Miki               | Jemima Juritz         | Jessica Keiser       |
| 7. April 2019     | Ratschings             | Parallelslalom        | Jemima Juritz              | Kaylie Buck           | Gong Naiying         |
| 12. April 2019    | Silvaplana             | Slopestyle            | Isabel Derungs             | Carla Somaini         | Lia-Mara Bösch       |
| 13. April 2019    | Silvaplana             | Big Air               | Carla Somaini              | Isabel Derungs        | Celia Petrig         |

### Gesamtwertungen Frauen
| Rang | Name                     | Punkte  |
| ---- | ------------------------ | ------- |
| 1    | Jessica Keiser           | 2875    |
| 2    | Jemima Juritz            | 2740    |
| 3    | Jasmin Coratti           | 2125    |
| 4    | Larissa Gasser           | 1957,75 |
| 5    | Elisa Caffont            | 1905    |
| 6    | Patrizia Kummer          | 1900    |
| 7    | Anastassija Kurotschkina | 1860    |
| 8    | Gong Naiying             | 1575    |
| 9    | Tsubaki Miki             | 1271    |
| 10   | Xenia Spörri             | 1219,6  |

| Rang | Name                 | Punkte  |
| ---- | -------------------- | ------- |
| 1    | Jessica Keiser       | 1775    |
| 2    | Jemima Juritz        | 1210    |
| 3    | Larissa Gasser       | 1032,75 |
| 4    | Jasmin Coratti       | 965     |
| 5    | Sofija Nadyrschina   | 900     |
| 6    | Xenia Spörri         | 827,6   |
| 7    | Maria Chyc           | 790     |
| 8    | Weronika Biela       | 760     |
| 9    | Ladina Jenny         | 740     |
| 10   | Jelisaweta Salichowa | 725     |

| Rang | Name                     | Punkte |
| ---- | ------------------------ | ------ |
| 1    | Jemima Juritz            | 1530   |
| 2    | Patrizia Kummer          | 1400   |
| 3    | Elisa Caffont            | 1325   |
| 4    | Anastassija Kurotschkina | 1230   |
| 5    | Jasmin Coratti           | 1160   |
| 6    | Jessica Keiser           | 1100   |
| 7    | Tsubaki Miki             | 1041   |
| 8    | Gong Naiying             | 1025   |
| 9    | Larissa Gasser           | 925    |
| 10   | Marija Walowa            | 900    |

| Rang | Name               | Punkte |
| ---- | ------------------ | ------ |
| 1    | Katharina Neussner | 3015   |
| 2    | Alexia Queyrel     | 2965   |
| 3    | Sophie Hediger     | 2775   |
| 4    | Chloé Passerat     | 2460   |
| 5    | Caterina Caprano   | 2435   |
| 6    | Aline Albrecht     | 2365   |
| 7    | Lara Casanova      | 2360   |
| 8    | Hanna Ihedioha     | 2265   |
| 9    | Charlotte Bankes   | 2025   |
| 10   | Pia Zerkhold       | 2020   |

| Rang | Name                 | Punkte |
| ---- | -------------------- | ------ |
| 1    | Berenice Wicki       | 1300   |
| 2    | Elena Schütz         | 925    |
| 3    | Klementyna Kołodziej | 525    |
| 4    | Leilani Ettel        | 500    |
| 4    | Verena Rohrer        | 500    |
| 6    | Bianca Gisler        | 300    |
| 7    | Babet Bischof        | 250    |
| 7    | Sina Candrian        | 250    |
| 7    | Sarah Hardt          | 250    |
| 10   | Ronja Hänsel         | 200    |

| Rang | Name                | Punkte |
| ---- | ------------------- | ------ |
| 1    | Lucie Silvestre     | 3175   |
| 2    | Noemie Equy         | 1550   |
| 3    | Melissa Peperkamp   | 1300   |
| 4    | Eva Hanicová        | 1160   |
| 5    | Martyna Maciejewska | 1100   |
| 6    | Loranne Smans       | 1000   |
| 7    | Emma Lantos         | 960    |
| 8    | Carola Niemelä      | 950    |
| 9    | Babet Bischof       | 805    |
| 10   | Annika Morgan       | 800    |

| Rang | Name                | Punkte |
| ---- | ------------------- | ------ |
| 1    | Martyna Maciejewska | 2750   |
| 2    | Tinkara Tanja Valcl | 2400   |
| 3    | Lucie Silvestre     | 2060   |
| 4    | Noemie Equy         | 1620   |
| 5    | Emma Lantos         | 950    |
| 6    | Jelena Ignjatov     | 900    |
| 6    | Evy Poppe           | 900    |
| 8    | Luan Salgueira      | 800    |
| 9    | Lia-Mara Bösch      | 750    |
| 10   | Asja Klačar         | 600    |